# El venedor de tapissos
El venedor de tapissos és una aquarel·la realitzada per Marià Fortuny el 1870 a París i que actualment forma part del fons i s'exposa al Museu de Montserrat de Montserrat, tot i que no de manera permanent degut al seu estat de conservació. L'obra és considerada una de les millors de l'autor com a aquarel·lista i orentalista.

## Història

### Versions prèvies
Fortuny va entrar en contacte amb l'orientalisme gràcies a un encàrrec de la Diputació de Barcelona. Abans però, a Roma, Fortuny ja havia dibuixat una aquarel·la de 30x20 on apareix un mercader d'estofes i un comprador, molt similar al Venedor de Tapissos. Aquesta aquarel·la està dedicada a Tomàs Moragas. També es coneix una tinta aiguada de 20x27,7cm amb un motiu molt similar, obra que Fortuny va regalar a Llorenç Pagans, un músic i cantant gironí establert a París.

### Esbossos
Els historiadors Carlos González i Montse Martí asseguren que Fortuny va iniciar l'obra a Roma el 1868 i la va prosseguir a París, tot i que no la va donar per finalitzada fins al 1870, poc abans d'exposar-ho per primera vegada a la Galeria Goupil de París.
L'obra va ingressar al Museu de Montserrat amb la resta del fons de Josep Sala Ardiz en unes condicions de conservació delicades. És per això que ja el 1977 el museu va procedir a restaurar l'obra per primera vegada i va limitar el seu temps d'exposició, per protegir-la de les agressions climàtiques i lumíniques.

### Primera exposició
L'obra es va exposar per primera vegada a París el 1870, i va suscitar un gran interès a la ciutat. Fortuny va demanar 15.000 francs a Adolphe Goupil -el seu marxant- per aquesta obra, qui només li va oferir 5.000. Goupil, al seu torn, la va vendre per 20.000 francs a Mariano Murrieta, comerciant basc que residia a Londres. L'obra va causar un fort impacte en la crítica i es van publicar anàlisis i comentaris en revistes de renom com La ilustración Española y Americana.

### Mort de Fortuny i canvi de mans
Després de la mort sobtada de Fortuny, Goupil va incloure una litografia del venedor de tapissos al seu recull Oeuvres choisies de Fortuny réproduites en photographie amb el títol Le marchand de tapis (Aquarelle). Murrieta va vendre doncs el seu quadre a H.W.F Quilter, a Londres., qui posteriorment la vendria a la Bolckow Collection per 26.250 francs. Tornaria a ser venuda, al Marxant MacLean, per 25.000 francs No se sap si l'obra va romandre en mans de MacLean. La propera data que es té sobre l'obra és una compravenda a País el 27 de juny de 1944, en plena Segona Guerra Mundial, per 4.200 francs
De nou es perd la pista de la ubicació de l'obra fins que l'antiquari madrileny Apolina Sánchez-Villalba el posa en venda a la barcelonina Sala Parés el 1956. L'obra va ser llavors adquirida per Josep Sala i Ardiz per un preu de 350.000 pessetes.

### Donació a Montserrat
El 12 de desembre de 1967 Josep Sala i Ardiz va signar davant notari la donació de la seva col·lecció a l'Abadia de Montserrat. Després d'una sèrie d'exposicions el 1974 i 1975 l'obra es va veure seriosament afectada i va haver de ser restaurada pels tècnics Oriol Valls i Eduard Porta en un taller de restauració de la Diputació de Barcelona. Al final va acabar sent la primera obra de la donació de Sala en incorporar-se al fons del museu, ja que del taller del restaurador es va traslladar directament a Montserrat. La resta de la col·lecció es va anar incorporant al museu el 1980. Més enllà d'un parell d'exposicions a Barcelona i Madrid organitzades per l'Obra Social de la Caixa de Barcelona, els experts van recomanar que l'obra no sortís del museu per motius de conservació. És per això que l'obra no va participar en exposicions destacades com Pintores orientalista españoles, L'Islam i Catalunya, o 1838 Fortuny 1874. No sortiria en préstec fins a l'exposició antològica de Fortuny que va organitzar Eduard Carbonell, llavors director del MNAC al Museu Nacional l'any 2003. Durant una nova cessió al MNAC la conservadora del museu va aplicar millores preventives en l'emmarcament de l'aquarel·la.

## Descripció
Aquesta aquarel·la, que per les seves característiques sembla una pintura a l'oli, va donar com a resultat una de les seves obres mestres, representa un tema de gran atractiu per als pintors orientalistes pel seu exotisme i color. Fortuny, que havia tractat ja aquest assumpte anteriorment, va pintar aquesta nova versió més ambiciosa utilitzant les mateixes figures que al Mercader de tapissos. L'escena té lloc a un carrer de Tànger S'hi veu a un mercader de catifes i tapissos mostrant les seves mercaderies a un possible comprador. Fortuny va explicar que els estampats de les catifes pretenien tenir la màxima fidelitat històrica. L'escena la completen un músic ambulant i un àrab vestit de color blau. El músic pora un kissar, o lira magrebina.
Els historiadors Carlos González i Montse Martí relacionen aquesta figura amb Legrain, un model habitual de Henri Regault que va posar per a Fortuny en diverses ocasions, com a L'encantador de serps (Walters Museum of Arts) o El marroquí (Museo del Prado), pintats ambdós a Roma el 1869.
El noi negre és identificat pel mateix González com a Bashi-Bazouk, un altre model habitual, aquest cop de Jean-Lén Gérôme a París. El model posa d'una manera similar a la d'un altre personatge de l'obra El moro davant d'un tapís persa (col·lecció privada, Mèxic). Fins i tot el mateix Fortuny es va fotografiar en aquesta pose (Museu d'Art i d'Història de Reus) A la part esquerra de l'obra també es veu un grup de gossos famèlics, element freqüent de l'obra fortunyana.

## Anàlisi
La pintura està impregnada de la il·luminació del nord d'Àfrica que tant va impressionar a l'artista i el va integrar especialment al món marroquí, gràcies a la seva guia Ferrachi que li va ensenyar àrab i el va vestir amb una gel·laba per allunyar-lo dels circuits turístics. Així, els temes elegits pel pintor són sempre al·lusius a la vida quotidiana, mostrant-nos els carrers, els encantadors de serps, els cafès o el venedor que aquí observem, en una botiga del mercat de Tànger exhibint la seva mercaderia a dos possibles compradors mentre un soldat amazic armat amb la seva espingarda contempla l'escena. Les gelosies que cobreixen la botiga mentre està tancada, ara s'adornen amb catifes, mostrant Fortuny el detall més recòndit malgrat la tècnica emprada i del reduït format.
El dibuix serà el principal artífex d'aquest tipus de treballs on la minuciositat i el preciosisme assoleixen cotes extremes, emprant colors molt vius i una il·luminació potent, digna del nord de l'Àfrica que l'aproparà a l'Impressionisme. Aquest domini de la tècnica arriba a fer confondre l'aquarel·la amb una pintura a l'oli, degut a la intensitat dels colors.

## Impacte
Quan va ser exposada per primera vegada a París el 1870, va suscitar un gran interès a la ciutat. El seu títol original fou Le marchan de tapis au Maroc. En aquella mateixa exposició també s'hi podien veure La Vicaria', L'encantador de serpents, El cafè de les orenetes i Els bibliòfils. Va agradar molt a la burgesia francesa i les obres es van vendre a preus desorbitats, segons una crònica d'Apel·les Mestres de l'època.
| «                         | Le nom a qui a été le plus souvent prononcé depuis quelques mois dans le monde des arts est à coup sûr celui de Fortuny. | » |
| — Théophile Gautier, 1870 | |   |

### A Catalunya
Catalunya va magnificar la figura de Fortuny ja al segle xix. Escriptors com Josep Yxart Moragas van escriure biografies. F.Miquel i Badia també li va dedicar una conferència i personalitats com Manuel Ossorio Bernard li van dedicar textos i anàlisis.
| «                         | Malgrat l'escassa identificació de l'obra de Fortuny amb la cultura catalana, els intel·lectuals de la Renaixença contemporanis seus saberen valorar la importància que tenia per a un país en ple desevetllament l'aparició d'una figura pròpia de la transcendència internacional de Fortuny | » |
| — Francesc Fontbona, 1983 | |   |

Posteriorment quan Europa va canviar de gustos, la pintura de Fortuny va caure en l'oblit. Amb els anys, va ser recuperada. Un dels responsables fou Joaquim Folch i Torres, qui promogué la subscripció popular de La Vicaria per futur MNAC.

## Exposicions rellevants
Llista no completa d'exposicions rellevants on s'ha mostrat l'obra:
- 1870 - Galerie Goupil, París, França.
- 1891 - Londres
- 1956 - Cuadros de la colección J.Sala, Sala Parés, (13-26 octubre), Barcelona
- 1961 - Pintura antiga i moderna, Sala Parés[21]
- 1961 - Pintura antiga i moderna, Galeria Cisne, Madrid
- 1974 - Mariano Fortuny et ses amis français, Museu Goya de Castres[22]
- 1974 - Mariano Fortuny, Museu d'Art Modern de Barcelona: Exposició del centenari de la mort del pintor. Novembre
- 1974 - Mariano Fortuny (Reus)
- 1975 - Mariano Fortuny (Madrid)[23]
- 1977 - I Congrés de cultura catalana, Fundació Joan Miró.[14]
- 1980 - Obra Social Caixa de Barcelona, Palau Reial de Pedralbes, Barcelona
- 1985 - Sala d'Exposicions Caixa de Barcelona, Carrer Velázquez, Madrid
- 2003 - Fortuny Museu Nacional d'Art de Catalunya.
- 2008 - De Caravaggio a Picasso. Obras Maestras del Museo de Montserrat en BBVA, Palau del Marquès de Salamanca, Madrid.
- 2009 - Convidats d'Honor, 75è aniversari del MNAC.
- 2011 - L'Europe moderne et les arts de l'Islam, Musée des Beaux-Arts de Lion (2 d'abril al 4 de juliol)